# Cubaris lundi
Cubaris lundi är en kräftdjursart som beskrevs av Stebbing 1900. Cubaris lundi ingår i släktet Cubaris och familjen Armadillidae. Inga underarter finns listade i Catalogue of Life.